# Aparai (volk)

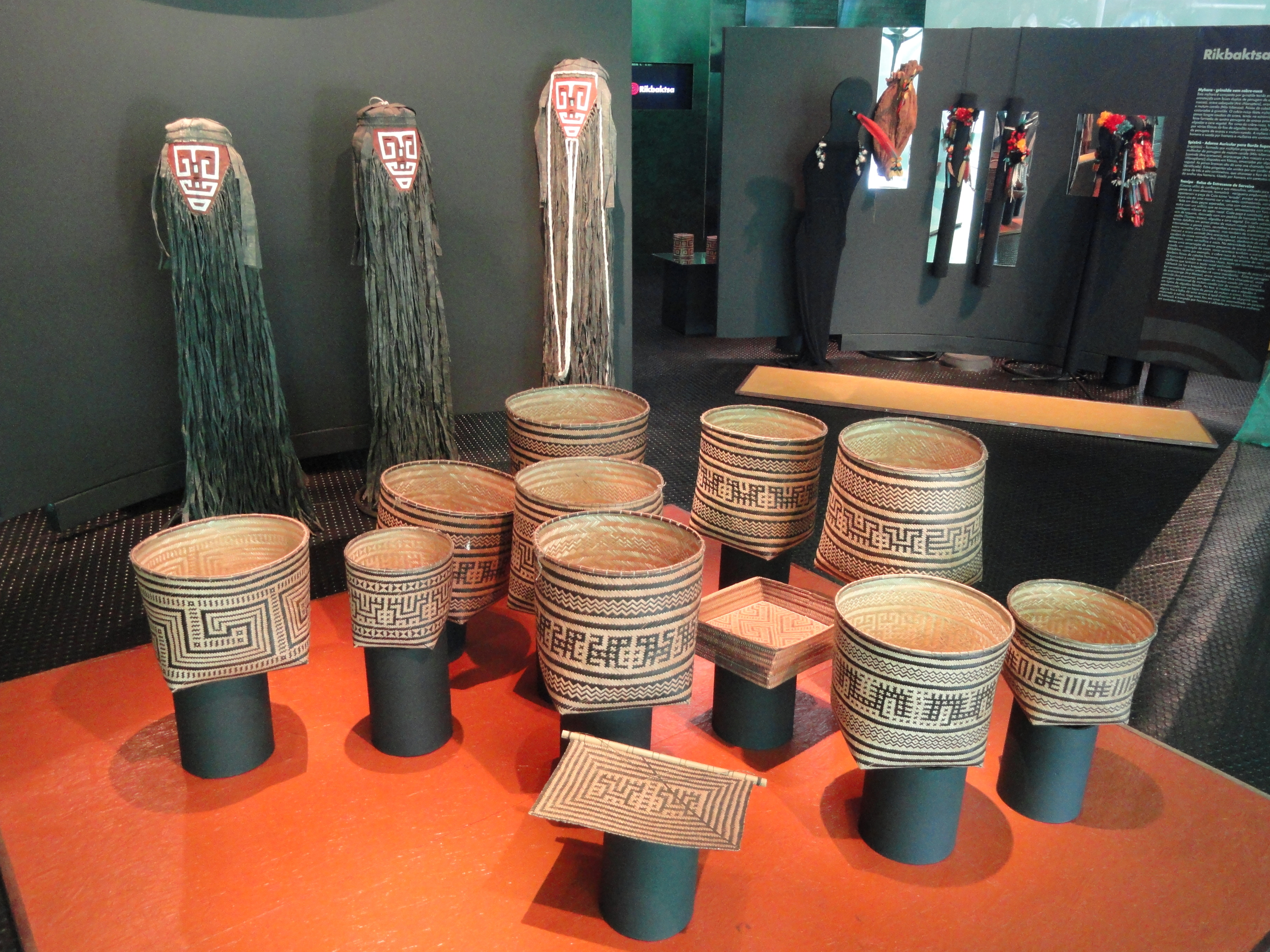
Potten en kostuums van de Aparai

De Aparai (ook Apalaí) is een inheems volk dat tot de Karaïben behoort. Het volk bevindt zich voornamelijk langs de Paru in Pará, Brazilië. Er is tevens een kleine groep aan de Marowijne in Frans-Guyana en aan de Tapanahony in Suriname. Er zijn ongeveer 514 Aparai in Brazilië (2014), 40 in Frans-Guyana (2011) en 10 in Suriname (2011). De Aparai wonen voornamelijk samen met de Wayana en worden om die reden vaak Wayana-Aparai genoemd. Een gedeelte van het volk is samengegaan met de Tiriyó.

## Geschiedenis
De Aparai woonden in de 16e eeuw aan de zuidkant van de Amazone tussen Macapá en Belém, maar zijn naar de Paru verhuisd waar de Wayana zich bevonden. Beide volken begonnen een eenheid te vormen en trouwden onderling waardoor het onderscheid tussen de Aparai en Wayana vaak onduidelijk is.
Gedurende de 18e en 19e eeuw kwamen de Aparai in contact met de marrons uit Suriname en Frans-Guyana en begonnen een ruilhandel tussen de marrons en de inheemse volken aan de Braziliaanse grens. In 1962 begonnen missionarissen van de SIL International met evangelisatie en linguïstisch veldwerk in het gebied, en bekeerden de meerderheid van de Aparai tot het Christendom. In 1973 werd contact gelegd door de Fundação Nacional do Índio (FUNAI), hetgeen leidde tot de oprichting van het Parque Indígena do Tumucumaque en Terra Indígena Rio Paru D'Este als beschermd woongebied, en de concentratie van de bevolking in grotere dorpen.

## Locatie
De Aparai wonen verspreid over 18 dorpen in 3 landen. De belangrijkste dorpen zijn:
- Aldeia Bona, Pará[3]
- Antecume Pata, Frans-Guyana[4]
- Missão Tiriyó, Pará[5]
- Paloemeu, Suriname[2]
- Suisuimënë, Pará[5]
- Twenkë, Frans-Guyana[2]

## Taal
De Aparai spraken oorspronkelijk Aparai, maar zijn meertalig geworden. De andere talen die gesproken worden zijn Wayana, Portugees of Tiriyó.
Arowakken (Lokono) · Karaïben (Kari’na) · Trio · Wayana

Akuriyo · Aparai · Katuena · Mawayana · Saloema · Sikiiyana · Tunayana · Waiwai · Warau
Arowakken (Lokono) · Karaïben (Kari’na) · Palikur · Teko (Emerillon) · Wayampi · Wayana

Aparai · Karipuna do Amapá